# TOKYO JOE (曲)
「TOKYO JOE」（トウキョウ・ジョー、Tokyo Joe）は、イングランドのロック・シンガーのブライアン・フェリーが1977年に発表した楽曲である。日本では1997年にテレビドラマ『ギフト』の主題歌に使用されてヒットした。

## 解説

### 経緯
フェリーは1976年6月末にロキシー・ミュージックを解散してソロ活動に専念し始め、1977年2月に4作目のソロ・アルバム『イン・ユア・マインド (あなたの心に)』を発表した。同アルバムは、彼のオリジナル楽曲だけを収録したソロ・アルバムとしては初めてのものだった。
本曲は同年5月に同アルバムからの2作目のシングルとして発表された。このシングルは、フェリーの通算11作目に相当する。

### 内容
同曲は、1933年制作のハリウッドのミュージカル映画『フットライト・パレード (Footlight Parade）』でジェームズ・キャグニーが歌った「上海リル (Shanghai Lil)」に触発された。歌詞は運命の女であるファム・ファタール（femme-fatale）を称賛する内容で、フェリーの映画への愛着が示されている。

## 日本での普及

### 原曲
上記のように1977年に同曲のシングルが発売されたが、日本は例外だった。
1997年4月からフジテレビ系の「水曜劇場」枠で放送されたテレビドラマ『ギフト』の主題歌に使用された。5月8日に東芝EMIより8センチCD仕様でシングルが発売され、オリコン洋楽シングルチャートで2週間首位を記録した。フェリーは『ギフト』第8話にカメオ出演した。

### 渡辺香津美版
1979年、坂本龍一をプロデューサー、高橋幸宏をボーカリストに迎えて、渡辺香津美が同曲を録音してシングル発表した。のちに、坂本/渡辺名義のコンピレーション・アルバム『東京ジョー』（1982年）の冒頭に収録された。

## トラックリスト
UK盤7インチ・シングル（1977年）
| #  | タイトル               | 作詞・作曲       | 時間 |
| -- | ---------------------- | ---------------- | ---- |
| 1. | 「Tokyo Joe」          | Ferry            | 3:54 |
| 2. | 「She's Leaving Home」 | Lennon/McCartney | 3:07 |

日本盤8せンチCDシングル（1997年）
| #  | タイトル                                              | 作詞・作曲 | 時間 |
| -- | ----------------------------------------------------- | ---------- | ---- |
| 1. | 「TOKYO JOE (TV EDIT)」(Edited by Haruhiko Shimokawa) | Ferry      | 2:10 |
| 2. | 「MORE THAN THIS」                                    | Ferry      | 4:12 |
| 3. | 「TOKYO JOE (ALBUM VERSION)」                         | Ferry      | 3:56 |
| 4. | 「TOKYO JOE (KARAOKE)」                               | Ferry      | 3:54 |

## パーソネル
- ブライアン・フェリー - リード・ボーカル、キーボード
- クリス・スペディング - リード・ギター
- ポール・トンプソン - ドラムス
- ジョン・ウェットン - ベース・ギター
- デヴィッド・スキナー（英語版） [8]- ピアノ、キーボード
- アン・オデル (Ann O'Dell) [9]- ストリングス・アレンジ